# Sentinelci
Sentinelci so avtohtoni prebivalci Severnega otoka Sentinel na Andamanskih otokih v Indiji. So eden od narodov Andamana in ni so odporni na stike z zunanjim svetom. Prav tako  so med zadnjimi ljudmi, ki so ostali praktično nedotaknjeni za sodobne civilizacije.
Sentinele ohranjajo v bistvu družbo lovcev in nabiralcev, ki preživijo z lovom, ribolovom in zbiranjem divjih rastlin. Ni dokazov o kmetijskih praksah ali načinih požara. Sentinelanski jezik ostaja nerazvrščen in ni razumljiv niti najbližjih sosedov. Sentinele so označene kot načrtovano pleme.

## Populacija
Natančna populacija Sentinelcev ni znana. Ocene se gibljejo od manj kot 40, s srednjo vrednostjo okoli 250 in do največ 500. Leta 2001 so uradniki iz Indije popisali 39 oseb (21 moških in 18 žensk); vendar pa je bila ta raziskava iz nujnosti izvedena na daljavo in skoraj zagotovo ne predstavlja natančne številke za prebivalstvo, ki sega čez otok 59,67 km2 (14 700 arov). Indijski popis Indije je zabeležil le 15 posameznikov (12 moških in 3 ženske). Za noben srednjeročni ali dolgoročni učinek na prebivalce Sentinelcev, ki so posledica potresa v Indijskem oceanu 2004 in posledičnega cunamija, ni znano, razen potrditve, da so preživeli tamkajšne poplave.

## Karakteristike
Sentinelski in drugi domorodni ljudje v Andamanih se pogosto opisujejo kot negritos, izraz, ki je bil uporabljen za različne prebivalce v jugovzhodni Aziji, kot so Semang Malezijskega polotoka, Aeta Filipinskega arhipelaga in drugi ljudje v Avstraliji, vključno z avtohtono populacijo Tasmanije. Opredelitev značilnosti teh "negrito" ljudi (ki niso monofiletne skupine) vključujejo razmeroma kratko rast, temno kožo in afro-teksturirane lase.

## Kultura
Večina tistega, kar je znano o sentinelski materialni kulturi, temelji na opazovanju med poskusi stikov v poznem 20. stoletju. Sentinele ohranjajo v bistvu družbo lovcev in nabiralcev, pridobijo preživljanje z lovom, ribolovom in zbiranjem divjih rastlin; ni nobenih dokazov o kmetijskih praksah.
Njihova stanovanja so bodisi zavetrne koče brez stranskih sten in tla, ki so včasih postavljena z dlani in listi, ki zagotavljajo dovolj prostora za družino treh ali štirih in njihove stvari ali večja komunalna stanovanja, ki so lahko velika približno 12 kvadratnih metrov in so bolj podrobno zgrajena, z dvignjenimi tlemi in ločenimi družinskimi četrtmi.
Napredna kovinska dela niso znana, saj so surovine na otoku izjemno redke. Vendar pa je bilo ugotovljeno, da so naredili adrenalizirano uporabo kovinskih predmetov, ki so se na svojih obalah oprali ali pustili na svojih obalah, ki imajo nekaj zmožnosti pri hladnem smithingu in ostrenju železa ter jih vključujejo v orožje in druge predmete. Na primer, v poznih osemdesetih letih sta na zunanjih koralnih grebenih ostali dve mednarodni kontejnerski ladji; Sentineli so pridobili več predmetov železa iz plovil.
Britanska ekspedicija na otoku leta 1880, ki jo je vodil Maurice Vidal Portman, je poročala, da "njihovi načini kuhanja in priprave hrane ustrezajo tistim iz Öngésa, ne tistim, ki so jih uporabljali avtohtoni prebivalci Velikega Andamana".
Dokumentirane so bile vsaj tri sorte puščic, očitno za ribolov in lov, ter tiste, ki so bile nepremišljene za streljanje opozorilnih posnetkov. Številke puščic za ribolov imajo več spredaj; lovske puščice imajo ovalne strele, zadnja dva, pa tudi njihova povezana stebla pod vrhom iz železa. Puščice so dolge več kot 1 m. Puščice s harpoonsko ali kopičasto vrvjo so skoraj pol tako dolge, približno enake dolžine kot loki (nad 3 m), lahko pa jih tudi vržete ali uporabite za uničevanje, toda verjetnost je redka.
Hrana je sestavljena predvsem iz rastlin, zbranih v gozdu, kokosov, ki jih pogosto najdemo na plažah, prašičev in verjetno tudi drugih živali (ki so poleg morskih želv omejene tudi na nekaj manjših ptic in nevretenčarjev).

## Incidenti
Januarja 1880 je oborožena britanska ekspedicija na otoku pod vodstvom 20-letnega Maurice Vidala Portmana, lokalnega kolonialnega administratorja, prišla, da je opravila raziskavo o otoku in vzela zapornika v skladu z britansko politiko o neželjenih plemenih v tistem času, ki naj bi ugrabil člana plemena, jih dobro zdravil in jim dal darila ter jih spustil nazaj v pleme, v upanju, da bo pokazal prijaznost. Medtem ko so se Sentinelanci v bližnji džungli navadili, ko so se opazovali opazovalci, je Portmanova ekspedicija po nekaj dneh poiskala starejši par in štiri otroke. Ujeli so jih in prinesli v pristanišče Blair. Starejši par je zbolel in umrl, verjetno zaradi sklepanja bolezni, na katerega ni imunitete. Štirje otroci so bili vrnjeni na otok z darili. Otroci so potem izginili v džunglo. Po tem incidentu Britanci niso spet poskusili stopiti v stik s Sentinelom in se namesto tega osredotočili na druga plemena.
Leta 1967 je indijska vlada na otoku začela serijo "Kontaktnih ekspedicij". Program je vodil direktor Tribal Welfare in antropolog T. N. Pandit. V prvi ekspediciji, ki jo je vodil Pandit, so sodelovali oboroženi policisti in pomorščaki. Sentinel se je umaknil v džunglo in ekspedicija ni vzpostavila stika z nobenim od njih. Med temi ekspedicijami se je ladja indijske mornarice sidrala zunaj koralnih grebenov in poslala majhne čolne, da bi se približala plažam, medtem ko bi posadka podala razne darove v vodo, da se opere na obali. Če bi Sentinele pobegnili v džunglo, bi se stranke lahko spustile na kopno in odhajale pred darili.
2. avgusta 1981 se je MV Primrose potopil na otok Severni otok Sentinel, ki je preplavil osemindvajset mornarjev. Naslednje jutro je kapitan ladje oddajal nujna sporočila, ki kažejo, da so bili domorodci na robu napada plovila s puščicami in sulicami. Po brodolomu je bila vsa posadka in potniki na ladji s helikopterjem uspešno evakuirani.

## Trenutna situacija
Njihov otok je pravno del ozemlja Indijskega ozemlja Andaman in Nicobarskih otokov. V praksi pa je senatinistična vaja popolna suverenost nad svojimi zadevami in sodelovanje indijskih oblasti omejena na občasno spremljanje, vse redkejših in kratkih obiskov ter na splošno odvračanje od dostopa ali pristopov do otoka. Možnosti prihodnjega stika, bodisi nasilnega ali nenasilnega (oboroženega ali neoboroženega), so razpravljale različne organizacije in narodi.